# 班頓·威廉斯
班頓·保羅·拜仁·威廉斯（英語：Brandon Paul Brian Williams；2000年9月3日—），英格蘭足球員，司職後衛，現效力於英冠球隊侯城，前英格蘭U21代表隊隊員。

## 俱樂部生涯
威廉斯畢業於曼聯青訓學院。
2019年9月25日，威廉斯在對陣羅奇代爾的英格蘭足球聯賽盃比賽中替補出場，完成一線隊首秀。
2020年8月4日，威廉斯與曼聯簽訂了一份為期四年的新合約，並可選擇再延長一年。
2021年8月23日，威廉斯以租借形式加盟英超球隊諾域治，效力於2021-22賽季。

### 赫爾城
2025年8月15日，威廉斯加盟英冠球隊侯城。

## 國家隊生涯
2019年9月5日，威廉斯首次代表英格蘭U20上場，最終戰和荷蘭。
2020年10月5日，威廉斯首次入選英格蘭U21隊。

## 個人生活
威廉斯的母親在曼彻斯特郊區哈普爾希市場經營一家名為“Snack Attack”的小咖啡館，牆上掛滿了有關威廉斯職業生涯的照片和剪報。

## 榮譽

### 球會
曼聯
- 欧足联欧洲联赛亞軍：2020–21
- 英格兰联赛盃冠军：2022–23[8]

## 外部連結
- Soccerway資料庫：班頓·威廉斯
- 班頓·威廉斯的Instagram帳戶